# Deklaration über die Bezeichnung und Stellung der kroatischen Schriftsprache

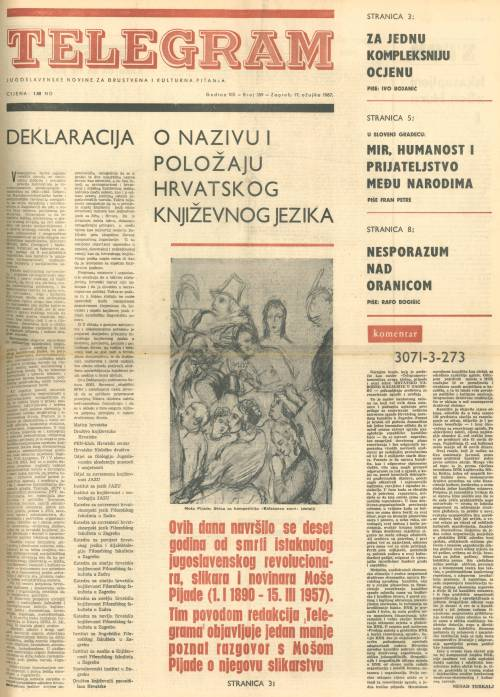
Veröffentlichung der im Telegram vom 17. März 1967

Die Deklaration über die Bezeichnung und Stellung der kroatischen Schriftsprache (kroatisch Deklaracija o nazivu i položaju hrvatskog književnog jezika) wurde im März 1967 von zahlreichen kroatischen kulturellen Organisationen, darunter der Matica hrvatska und dem kroatischen PEN-Club, unterzeichnet und veröffentlicht.
Die Deklaration richtete sich gegen eine als zentralistisch empfundene jugoslawische Sprachpolitik, insbesondere gegen das Abkommen von Novi Sad, und die damit verbundene Benachteiligung der kroatischen Schriftsprache gegenüber der serbischen.
Die politische Führung Jugoslawiens verurteilte die Deklaration als „nationalistische Abirrung“. Als eine der Folgen dieser Deklaration gilt der Kroatische Frühling.

## Hauptforderungen
In der Deklaration wird vor allem gefordert:
- die bisher als „kroatoserbische Variante der serbokroatischen oder kroatoserbischen Sprache“ bezeichnete Standardvarietät in Zukunft als „kroatische Schriftsprache“ zu bezeichnen, „da es das unveräußerliche Recht jedes Volkes ist, seine Sprache mit dem eigenen Namen zu bezeichnen, unabhängig davon, ob es sich um ein philologisches Phänomen handelt, das in der Form einer besonderen Sprachvariante oder sogar in seiner Gesamtheit auch irgendeinem anderen Volk gehört“;

- in der jugoslawischen Verfassung die Gleichberechtigung der kroatischen und der serbischen Standardvarietät zu unterstreichen, indem „die vier Schriftsprachen Slowenisch, Kroatisch, Serbisch und Mazedonisch“ in einem Atemzug genannt werden;

- dass im öffentlichen Leben der kroatischen Teilrepublik ausschließlich die kroatische Standardvarietät benutzt wird „sowie dass Beamte, Lehrpersonen und in der Öffentlichkeit Tätige, unabhängig davon, woher sie stammen, im Dienst die Schriftsprache der Umgebung benutzen, in der sie tätig sind“.

## Geschichte
Während die Regeln zur Rechtschreibung des Serbokroatischen mehr oder weniger stillschweigend zustande kamen (obwohl die Rechtschreibung sich stellenweise von der Broz-Boranićev-Rechtschreibung, dem „kroatischen Duden“, unterschied), wurde die neue Rechtschreibung von vielen kroatischen Sprachwissenschaftlern abgelehnt, die in der Folge 1967 die Deklaration über die Bezeichnung und Stellung der kroatischen Schriftsprache ausarbeiteten.
Die Matica hrvatska sagte sich danach von dem 1954 geschlossenen Abkommen von Novi Sad los und begann mit der Ausarbeitung eines neuen Rechtschreib-Standardwerkes.
Im Jahr 1971 erschien der Hrvatski pravopis (Kroatische Rechtschreibung) von Stjepan Babić, Božidar Finka und Milan Moguš, der verboten wurde. Der Grund dafür war, dass bewusst eine kroatische und keine serbo-kroatische Sprache (oder kroato-serbische) dargestellt wurde. Ein Exemplar gelangte jedoch nach London, wo das Buch neu aufgelegt und veröffentlicht wurde.
Das im Jahr 1973 erschienene Werk Pregled gramatike hrvatskoga književnog jezika (Überblick über die Grammatik der kroatischen Schriftsprache) wurde ebenfalls verboten.
Im Jahr 1974 kam es in Jugoslawien als Folge des Kroatischen Frühlings zu Verfassungsänderungen. Ende 1988 erklärte das Verfassungsgericht Jugoslawiens diese Änderungen für unwirksam, da nach deren Meinung die Bezeichnung Kroatische Sprache die Serben in Kroatien im öffentlichen Leben benachteilige.
Anlässlich des 45. Jahrestags der Deklaration ist diese 2012 in der kroatischen Wochenzeitung Forum erneut erschienen, begleitet von einer kritischen Analyse. Anlässlich des 50. Jahrestags ist 2017 in Zagreb eine neue Deklaration zur gemeinsamen Sprache der Kroaten, Montenegriner, Serben und Bosniaken verfasst worden.